# دوباره زندگی
دوباره زندگی (با نام قبلی:  دو به علاوه يازده) یک مجموعه تلویزیونی محصول سال ۱۳۸۳ به کارگردانی نادر مقدس، نویسندگی رضا مقصودی و تهیه‌کنندگی رضا جودی می‌باشد که از شبکه پنج پخش شد. این مجموعه در ۱۵ قسمت ۴۵ دقیقه‌ای تهیه شد.
این مجموعه داستان زندگی دو خواهر دوقلو است که در کودکی از هم جدا شده‌اند و یکی در خانواده‌ای مذهبی و دیگری در خانواده‌ای ثروتمند بزرگ شده‌اند. این دو خواهر در سن پیری همدیگر را پیدا می‌کنند، خواهر ثروتمند دامادی دارد که می‌خواهد تمام ثروت مادر زنش را بالا بکشد، در این میان خواهر دو قلویش متوجه می‌شود و…

## بازیگران
- بهزاد خداویسی
- یوسف صیادی
- اتابک نادری
- اسماعیل سلطانیان
- پرستو صالحی
- پروین میکده
- ثریا قاسمی
- حسن پورشیرازی
- رضا خندان
- رضا سعیدی
- علیرضا کمالی نژاد
- فاطمه هاشمی
- فریده سپاه منصور
- معصومه بافنده
- معصومه کریمی

بازیگران خردسال:
- سارا فرقانی اصل
- نیکا فرقانی اصل